# Gens Furia
De gens Furia was een oude gens van onzekere afkomst.

## Bekende leden van degens Furia
- Furius, pontifex maximus (449 v.Chr.-431 v.Chr.);
- Agrippa Furius Fusus, consul in 446 v.Chr.;
- Spurius (Sextus?) Furius (Medullinus of Fusus?), consul in 488 v.Chr.;
- Spurius Furius Fusus (Fusius), consul in 481 v.Chr.;
- Lucius Furius Medullinus, consul 474 v.Chr.;
- Publius Furius Medullinus Fusus, consul in 472 v.Chr.;
- Spurius Furius Medullinus Fus(i)us, consul in 464 v.Chr.;
- Gaius (Quintus) Furius Pacilus Fusus, consul in 441 v.Chr.;
- Lucius Furius Medullinus, consulair tribuun in 420 v.Chr.;
- Lucius Furius Lucii filius Medullinus, consul in 413 v.Chr. en 409 v.Chr.;
- Gaius Furius Pacilus, consul in 412 v.Chr.;
- Marcus Furius Camillus, Romeinse held in de 4e eeuw v.Chr.;
- Marcus Maecius Furius Baburius Caecilianus Placidus, consul in 343 v.Chr.;
- Lucius Furius Camillus, consul in 349 v.Chr.;
- Lucius Furius Camillus, zoon van de vorige, consul in 338 v.Chr.;
- Lucius Furius Spurii filius Camillus, consul in 325 v.Chr. (tweede keer?);
- Gaius Furius Pacilus, consul in 251 v.Chr.;
- Publius Furius Spurii filius Philus, consul in 223 v.Chr.;
- Lucius Furius Spurii filius Purpureo, consul in 196 v.Chr.;
- Lucius Furius Philus, consul in 136 v.Chr.;
- Aulus Furius Antias, dichter (ca. 100 v.Chr.);
- Marcus Furius Bibaculus, dichter (1e eeuw v.Chr.);
- Furius Crassipes, echtgenoot van Marcus Tullius Cicero's dochter Tullia;
- Marcus Furius Camillus, consul in 8;
- Gaius Furius Sabinus Aquila Timesitheus, praefectus praetori in 241.